# Evangelisch-reformierte Kirche (Schapen)

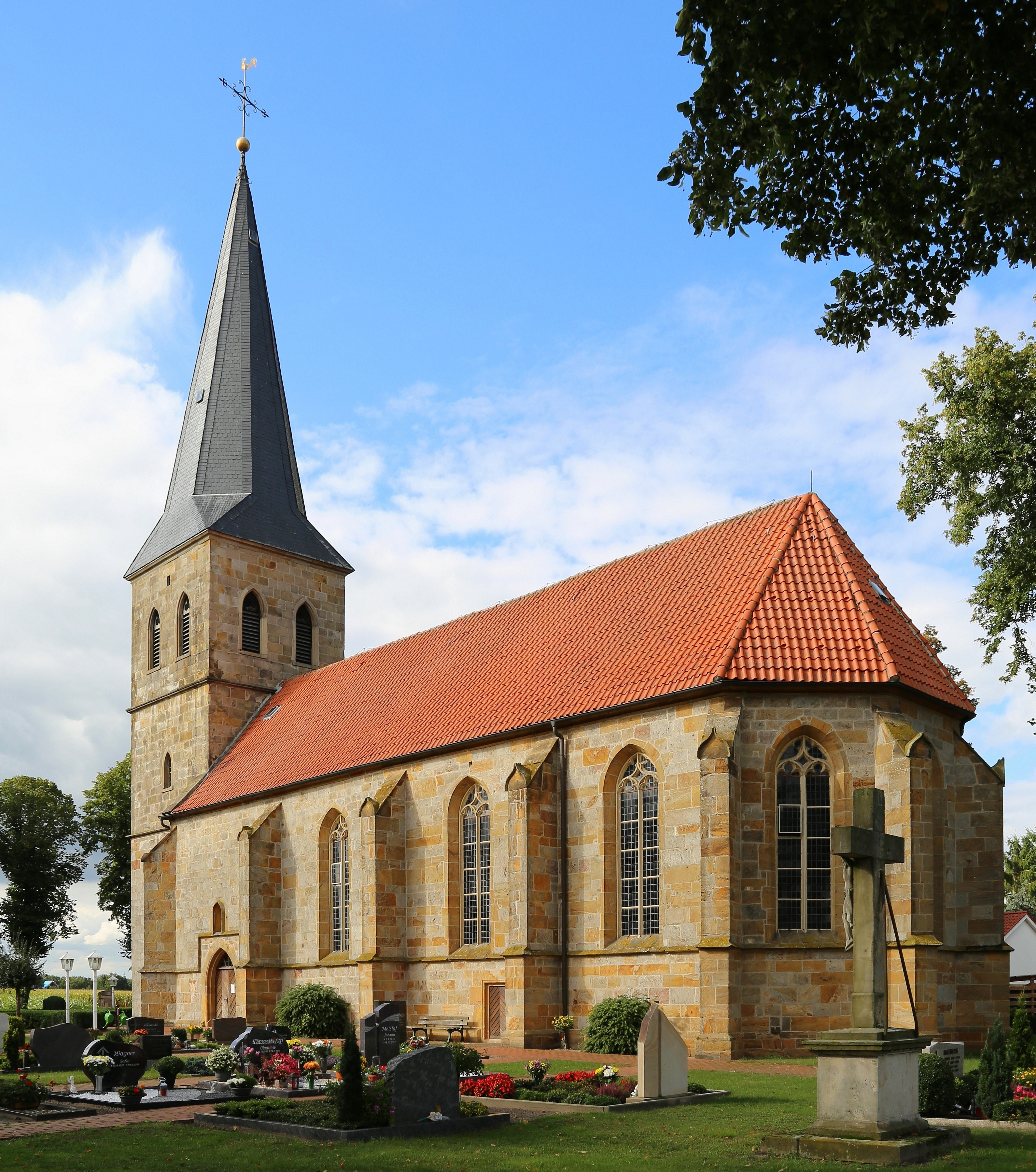
Ev.-ref. Kirche Schapen

Die Evangelisch-reformierte Kirche Schapen steht in Schapen, einer Gemeinde im Landkreis Emsland in Niedersachsen. Die Gemeinde gehört zur Evangelisch-reformierten Landeskirche. 

## Beschreibung
Die Saalkirche aus Quadermauerwerk wurde 1509 erbaut und war zunächst St. Ludgerus geweiht. Sie besteht aus dem romanischen quadratischen Kirchturm im Westen, der 1866 erhöht wurde, einem Langhaus und einem Chor mit dreiseitigem Abschluss, deren Wände von Strebepfeilern gestützt werden. Am Chor wurde nach Norden die Sakristei angebaut. Die drei Joche des mit einem Satteldach bedeckten Langhauses sind mit einem Kreuzgewölbe überspannt. Im westlichen Joch stehen die Gewölberippen auf Konsolen. Die Fresken des Gewölbes wurden ornamental übermalt. Der Kirchturm ist mit einem achtseitigen, spitzen, schiefergedeckten Helm bedeckt. Das Gewölbe im Vestibül des Turms ist mit einer flachen Kuppel auf Konsolen überspannt. Zur Kirchenausstattung gehören ein Taufbecken aus dem 13. Jahrhundert und eine Kanzel von 1830.